# Razdel, Silistra
Razdel (în bulgară Раздел, în română Ormanchioi) este un sat în comuna Dulovo, regiunea Silistra, Dobrogea de Sud, Bulgaria. 
Între anii 1913-1940 a făcut parte din plasa Accadânlar a județului Durostor, România. Lângă localitate a mai existat o așezare (azi dispărută) numită Orta-Mahle în timpul administrației românești.  

## Demografie
Componența etnică a satului Razdel
     Turci (85,13%)
     Nicio identificare (14,21%)
     Altele (0,65%)
La recensământul din 2011, populația satului Razdel era de 612 locuitori. Din punct de vedere etnic, majoritatea locuitorilor (85,13%) erau turci. Pentru 14,21% din locuitori nu este cunoscută apartenența etnică.